# Dlabačův Nový zákon
Dlabačův Nový zákon je tištěný český překlad Bible tzv. 4. redakce vydaný asi někdy před rokem 1487. Je to první část českého biblického textu 4. redakce, která vyšla tiskem, ještě před Biblí pražskou. Do rukou jej dostal v roce 1816 strahovský premonstrátský mnich Bohumír Dlabač († 1820), po němž tento spis nese jméno.
Je znám pouze jeden víceméně úplný tisk chovaný ve Strahovské knihovně pod signaturou DM V 5, ovšem i tento je značně poškozený (souvislý text jde od Mt 12,44-Zj 22,9). Má celkem 212 listů. Vedle toho se zachoval jeden zlomek tisku o 20 listech chovaný ve Västerås ve Švédsku (Västerås stadsbibliotek, Västerås stifts- och landsbibliotek, signatura N8 O8 P 1-4). Na počátku jsou rejstříky. Určení místa vydání kolísá mezi Plzní a Prahou, datum je nejisté.